# Cirès
Cirès (em occitano:  Cirés) é uma comuna francesa na região administrativa da Occitânia, no departamento do Alto Garona. Estende-se por uma área de 5.11 km², com 14 habitantes, segundo o censo de 2018, com uma densidade de 2.7 hab/km².